# Biesheim
Biesheim é uma comuna francesa na região administrativa de Grande Leste, no departamento Alto Reno. Estende-se por uma área de 16,6 km². Em 2010 a comuna tinha 2 605 habitantes (densidade: 156,9 hab./km²).